# Sint-Christoffelkerk (Elsendorp)

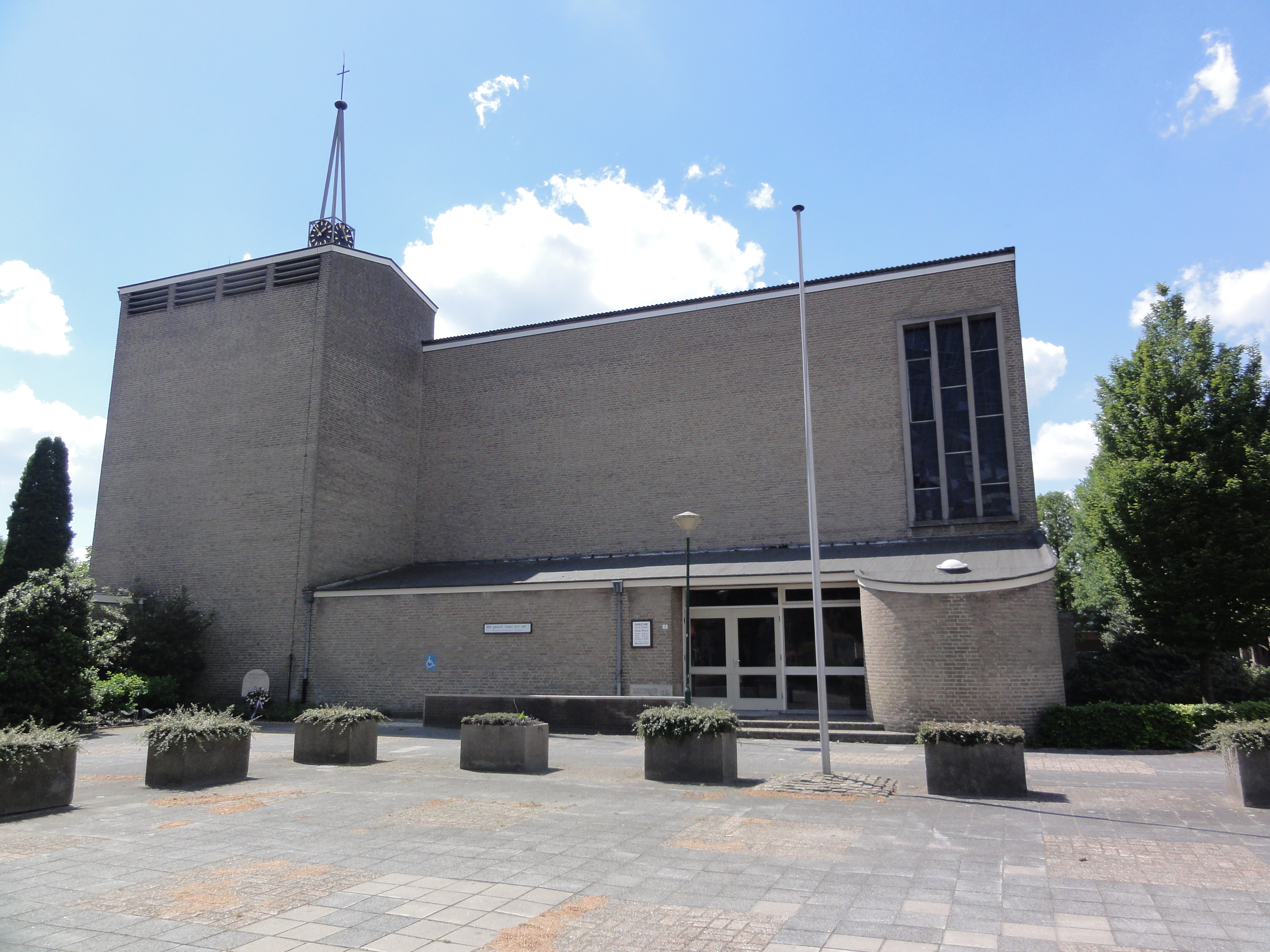
Sint-Christoffelkerk

De Sint-Christoffelkerk is een katholiek kerkgebouw in de tot de Noord-Brabantse gemeente Gemert-Bakel behorende plaats Elsendorp, gelegen aan het Sint-Christoffelplein 1.

## Geschiedenis
In 1926 werd in dit ontginningsdorp een houten noodkerk in gebruik genomen. Om tot een definitieve kerk te komen werd in 1936 een Broederschap voor Veilig Verkeer opgericht. Niet geheel overbodig: Elsendorp ligt aan een gevaarlijk kruispunt. Aldus kwam de eerste autokerk van Nederland tot stand en werden er auto's en motoren gezegend. De bedoeling was om aldus een bedevaartsoord te scheppen dat voldoende geld opbracht om een nieuwe kerk te bouwen. Vooral tussen 1950 en 1970 kwamen er veel automobilisten uit het hele land voor de autozegeningen.
De nieuwe kerk kwam er in 1959. Het betreft een bakstenen kerkgebouw in moderne stijl. De kerk heeft een hellend dak en een torenachtige uitbouw die voorzien is van een metalen spits en een uurwerk. Architect was H.T.M. Reuser.
Opvallend is het grote plein voor de kerk, waar de auto's ter zegening kunnen worden opgesteld.
In 2019 fuseerde de parochie met onder andere die van Gemert tot de Sint-Willibrordusparochie.